# Энгельгардт, Николай Александрович
Никола́й Алекса́ндрович Энгельга́рдт (псевдоним — «Гард»; 3 [15] февраля 1866, Санкт-Петербург, Российская империя — январь 1942, там же) — русский писатель, поэт, публицист, литературный критик. Брат М. А. Энгельгардта, тесть Николая Гумилёва.

## Биография
Происходил из старинной дворянской семьи. Его отец —  известный агрохимик А. Н. Энгельгардт.
Учился в Лесном институте (не окончил).
Сотрудничал в газете А. С. Суворина «Новое время». Один из учредителей «Русского Собрания», член Русского окраинного общества.
Товарищ (заместитель) председателя Совета «Русского Собрания» (с марта или апреля по октябрь 1906 года исполнял обязанности председателя Совета).
В 1918—1919 годах читал лекции в Институте живого слова в Петрограде.
Издал поэтический сборник «Стихотворения» (1890). Автор романов и повестей, статей о Н. В. Гоголе, А. С. Пушкине, И. С. Тургеневе, Максиме Горьком, книг «История русской литературы XIX столетия» (т. 1—2, 1902—1903), «Очерк истории русской цензуры в связи с развитием печати (1703—1903)» (1904), мемуарной книги «Давние эпизоды» (1911).
Умер в 1942 году в блокадном Ленинграде.

## Семья
Николай Энгельгардт был женат на Ларисе Михайловне, урождённой Гарелиной, в первом браке — Бальмонт (1864—1942). В браке родились дочь (1894/95—1942), ставшая второй женой Николая Гумилёва, и сын (1902—1978), будущий театральный актёр, заслуженный артист Грузинской ССР. Семья Энгельгардтов жила в шестикомнатной квартире № 14 на последнем этаже четырёхэтажного углового дома № 18 в Эртелевом переулке (ныне — ул. Чехова), построенном архитектором П. И. Балинским в стиле эклектики. 
Н. А. Энгельгардт усыновил также сына К. Д. Бальмонта, Николая (1891—1926).

## Сочинения
- Энгельгардт Н. А. Очерк истории русской цензуры в связи с развитием печати (1703—1903). — СПб.: Издание А. С. Суворина, 1904. — 388 с.
- Энгельгардт Н. А. Земля и государство // Русский вестник. — 1902. — № 5.
- Энгельгардт Н. А. Двухсотлетие русской печати // Исторический вестник. — Санкт-Петербург: Типография А. С. Суворина, 1903. — Т. XCI. — С. 174—199; 558—577.
- Энгельгардт Н. А. Современная летопись (Обзор внутренней политики) // Русский вестник. — 1904. — № 10; 1906. — № 12.
- Энгельгардт Н. А. Государство и революция // Русский вестник. — 1906. — № 10.
- Энгельгардт Н. А. Окровавленный трон. Исторический роман из эпохи императора Павла I // Исторический вестник. — 1907.
- Энгельгардт Н. А. К современному моменту борьбы с пьянством на Руси. — СПб., 1909.
- Энгельгардт Н. А. В пьяном угаре: [Очерк] / Мирянин. — Санкт-Петербург: тип. Алекс.-Нев. о-ва трезвости, 1910. — 38 с. — (Библиотека «Трезвой жизни»; № 19).
- Энгельгардт Н. А. Из давних эпизодов (Воспоминания об Н. П. Макарове) // Исторический вестник. — 1910. — № 4.
- Энгельгардт Н. А. Император Александр Благословенный и Отечественная война. Исторический очерк. — СПб., 1912.
- Энгельгардт Н. А. История русской литературы XIX столетия. (Критика, роман, поэзия и драма). С приложением синхронических таблиц, хронологического указателя писателей и полной библиографии. В 2 т. — Изд. 2-е, испр. и значит. доп. — СПб., 1913—1915.
- Энгельгардт Н. А. Граф Феникс — роман, авантюрные похождения графа Калиостро в России, разворачивающиеся при дворе Екатерины II. — Ташкент: издательство Шарк, 1994, серия «Шедевры исторической прозы».
- Энгельгардт Н. А. Эпизоды моей жизни: Воспоминания / Публ. С. В. Шумихина // Минувшее. — 1998. — Т. 24.